# Donacia clavipes
Donacia clavipes es una especie de insecto coleóptero de la familia Chrysomelidae.
Fue descrita científicamente en 1793 por Fabricius.